# Andreas Stobæus
Andreas Stobæus, född 1642 i Stoby i Västra Göinge härad, död 15 december 1714 i Lund, var en dansk-svensk hävdaforskare och latinsk skald, far till Lorentz Kristoffer Stobée och Nils Stobæus, farbror till Kilian Stobæus.
Stobæus föddes som son till kyrkoherden Jens Lauritzen Hedenstadiensis och dennes maka Sidsel Christophersdotter. Efter sin födelseort hade han tagit namnet Stobæus, som under mera än ett århundrade starkt skulle förknippas med Lunds universitet. Han var den förste bland fem professorer av detta namn, som universitetets historia räknar. Efter slutade skolstudier i Köpenhamn skickades han vid Skånes erövring till Greifswalds universitet, där han studerade någon tid. 
Efter hemkomsten till Sverige blev han lärare vid Kristianstads skola och 1669 dess rektor. Genom ett latinskt kväde vid Karl XI:s kröning gjorde han sig känd som skald. Han blev beundrad av sin samtid, och 1674 kallades han till professor i poesi vid Lunds universitet. Vid krigets utbrott 1675 blev universitetet upplöst, men vid dess återupprättande 1682 blev Andreas Stobæus åter professor där. Under hela sin trettioåriga verksamhet som professor var han en av det akademiska livets starkast framträdande gestalter. 
I likhet med sin bror Nils Stobæus den äldre, som under en tid var universitetets räntemästare, var han en av de skåningar som oförbehållsammast anslöt sig till Sverige. Detta föranledde Karl XI att yttra om en av dem att "han varit den första skåning som gjort den svenska kronan någon tjänst". Det inflytande, som han vid försvenskningens genomförande såsom universitetslärare utövade var inte obetydligt. Genom sin person och verksamhet gav han uttryck för det universitetet åsyftade, nämligen att vinna försoning de båda nationerna emellan. 
Andreas Stobæus förvärvade stor ryktbarhet som latinsk vältalare och skald; såsom utgivare av historiska avhandlingar är han den förste av universitetets lärare, som ägnat sin uppmärksamhet åt den fosterländska hävdaforskningen; särskilt är han en av de första, som bearbetat Skånes historia. I akademiens förhandlingar lär man känna honom som en man av gammaldags ära och tro. Fast han ej var fri från inblandning i de tvister, som kunde förbittra det akademiska livet, så har han gått ur desamma med heder. Hans tryckta skrifter är många även om de flesta är på latin.
Ett porträtt föreställande Stobæus kan beskådas på Universitetsbiblioteket, Lunds universitet.